# Río Cuareím
El río Cuareím o Cuarey (rio Quaraí en portugués) es un río afluente del río Uruguay, por la margen izquierda, localizado en el noroeste del Uruguay, en el departamento de Artigas, y en el extremo sur del Brasil, en la región fisiográfica de la Campaña, la cual comprende los municipios de Santana do Livramento, Quaraí y Uruguayana, en el estado de Río Grande del Sur.
Es el tercer afluente en extensión (351 km) del río Uruguay, luego del río Negro (750 km) y el río Ibicuí (673 km). Sobre las márgenes del río se asientan las ciudades de Artigas y Quaraí, unidas ambas por el puente Internacional de la Concordia. Entre las dos cuentan con aproximadamente 70 000 habitantes, desarrollando históricamente un íntimo contacto entre sí y con el río, el cual se comporta como un elemento de unión más que como una barrera física.
Cerca de su desembocadura se encuentran la ciudad brasileña de Barra do Quaraí, la cual se encuentra unida con Bella Unión por el puente internacional Bella Unión - Barra do Quaraí. Además de contar en sus cercanías a la ciudad argentina Monte Caseros formando así una triple frontera con una población superior de 40 000 habitantes entre las tres ciudades. Existe la idea de construir un puente que una a las ciudades de Bella Unión y Monte Caseros pudiéndose crear una zona estratégica y única en el Uruguay turística y económicamente hablando.

## Etimología
La palabra Cuarey deriva del guaraní, que significaría «río que brota de un hoyo». De îcuá, fuente, pozo; o de cuá, agujero, e í, pequeño: agujerito. Más probable: de cuá, agujero, hoyo, e î agua: río que brota de un hoyo.

## Características físicas
Se dirige con dirección genérica este-oeste, con sentido noroeste en el primer tramo de su recorrido y oeste en el resto, desembocando en el río Uruguay en la zona denominada de la triple frontera entre las repúblicas de Argentina, Brasil y Uruguay.
La cuenca total ocupa una superficie aproximada de 14 865 km², de la cual 8258 km² (55,6 %), se encuentran en territorio uruguayo y los restantes 6607 km² (44,4 %) en territorio brasileño.
Presenta abundante monte natural en sus riberas, teniendo en su margen brasileña un ancho aproximado de 2000 m, de monte tupido, en cercanías de la desembocadura del arroyo Catalán Grande.
La longitud total del cauce principal es de 351 km contando con una diferencia de alturas entre su nacimiento y su desembocadura de 326 metros de desnivel con una altitud media inferior a los 200 m y pendiente media de 0,93 m/km, encontrándose las pendientes más pronunciadas en el primer cuarto de su recorrido. La utilización de ciertos recursos vinculados al río es reducida. La pesca es muy escasa, realizándose por lo general para esparcimiento, se extrae en forma artesanal canto rodado y arena, siendo estos materiales escasos y de regular calidad.

## Principales afluentes
La mayoría de los afluentes de la región alta de la cuenca en ambos países escurren por terrenos rocosos en régimen torrencial. Hacia el río fluyen largos arroyos, como el arroyo de la Invernada, el Catalán (cuenca famosa por la existencia de ágatas y amatistas, el Guarupa (lado brasileño), el Catí (lado brasileño), el Cuaró (que por su extensión y caudal podría ser considerado como un río), el Tres Cruces, y el Yucutujá. Otros afluentes son:
- Arroyo Sepulturas
- Arroyo del Tigre
- Arroyo de María Lemos
- Arroyo Piedra Pintada
- Arroyo Guayubirá
- Arroyo Pintado Grande
- Arroyo Pintadito
- Arroyo Tamanduá
- Arroyo Chiflero
- Arroyo de la Aruera
- Arroyo de Lemos
- Arroyo Guaviyú
- Arroyo de la Raposa
- Arroyo Yacot
- Arroyo Yacaré Grande
- Arroyo del Cortado
- Arroyo Catí
- Arroyo Guarupá
- Arroyo Quaraí-Mirim
- Arroyo Moirões[7]